# Harald Leipnitz

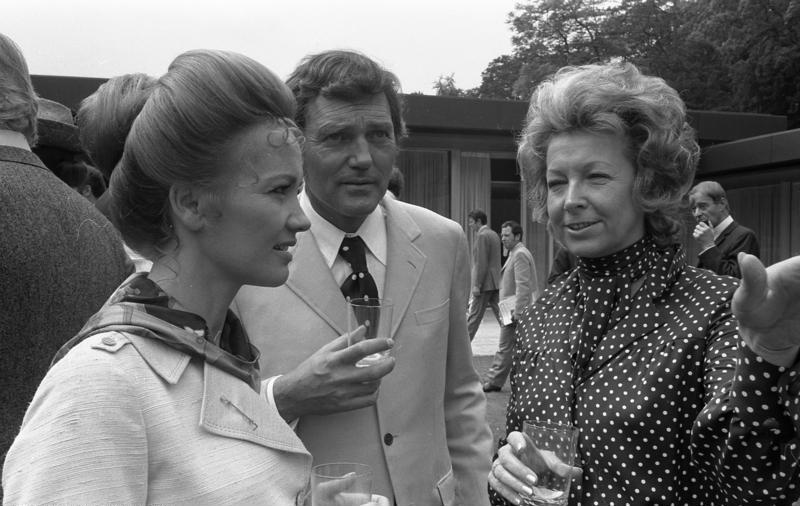
Harald Leipnitz (mitten) med Liselotte Pulver och Rut Brandt, 1971

Harald Leipnitz, född 22 april 1926 i Wuppertal, död 21 november 2000 i München, Tyskland, var en skådespelare.

## Filmografi (i urval)
- 1962 – Die endlose Nacht
- 1970 – Som hon bäddar får han ligga